# Nurczyk (rzeka)
Nurczyk – rzeka we wschodniej Polsce, lewy dopływ Nurca, długości 39,751 km.
Wypływa w okolicy miejscowości Czeremcha-Wieś, a do Nurca uchodzi poniżej wsi Dubno, na południe od wsi Boćki, na 68,1 km licząc od ujścia. Średnia głębokość rzeki wynosi około 0,7–0,9 m.
Płynie głównie wśród pastwisk, lasów i nieużytków. Prawie cała rzeka została uregulowana. W podłożu dominuje piasek, z występującymi dodatkowo kamieniami. Dno pokryte zróżnicowaną roślinnością zanurzoną, której towarzyszy roślinność nadbrzeżna, znacznie zakrywająca właściwy nurt rzeki.
W pobliżu wsi Żerczyce przepływa pod drogą wojewódzką nr 693.
Miejscowości nad Nurczykiem: Czeremcha-Wieś, Miedwieżyki, Rogacze, Lewosze, Borowiki, Nurczyk, Chanie, Dubno, Pokaniewo, Grabarka, Klimkowicze, Chańki, Kościukowicze.